# Адріану-Маре
Адріану-Маре (рум. Adrianu Mare) — село у повіті Муреш в Румунії. Входить до складу комуни Гелешть.
Село розташоване на відстані 249 км на північний захід від Бухареста, 19 км на схід від Тиргу-Муреша, 97 км на схід від Клуж-Напоки, 112 км на північний захід від Брашова.

## Населення
За даними перепису населення 2002 року у селі проживали 170 осіб.
Національний склад населення села:
| Національність | Кількість осіб | Відсоток |
| -------------- | -------------- | -------- |
| угорці         | 160            | 94,1%    |
| румуни         | 9              | 5,3%     |

Рідною мовою назвали:
| Мова      | Кількість осіб | Відсоток |
| --------- | -------------- | -------- |
| угорська  | 159            | 93,5%    |
| румунська | 10             | 5,9%     |